# Pholha
Pholha is een landgoed en plaats ten zuiden van Gyantse in Tibet.
Polha is de geboorteplaats van Pholhanas, heerser van Tibet in de eerste helft van de 18e eeuw. Het landgoed was door Dalai Khan, de vader van Lhabzang Khan, geschonken aan grootvader van Pholhanas voor diens verdiensten.